# Diferencial bancario
Diferencial bancario, margen diferencial, diferencial hipotecario o diferencial es la cifra que expresa en porcentaje del crédito el margen o diferencia entre el precio que paga una entidad financiera o de crédito para obtener dinero y el precio que cobra por prestar dinero a sus clientes. Se usa en operaciones de créditos, entre ellas el crédito hipotecario para la compra de vivienda. El tipo de porcentaje diferencial se suma al tipo de interés oficial del dinero para calcular el tipo de interés total que cobrará la entidad bancaria.

## Diferencial más tipo de interés
El diferencial o margen diferencial es el tipo de interés que impone el banco como cálculo de sus costes para que le sea beneficioso la concesión de un crédito a corto, medio o largo plazo. 
Es un porcentaje -por ejemplo 0,5 %-, que se suma al tipo de interés del dinero que se acuerde, por ejemplo, euribor al 1 %, y que dará un tipo de interés final como resultado de la suma de ambos: 1 % + 0,5 % = 1,5 %. Una subida aparentemente baja del 0,1 % puede suponer cantidades muy importantes a lo largo de la vida de un crédito hipotecario. La suma del tipo de interés del dinero, más el tipo de diferencial se denomina tipo de interés de referencia.

### Tipo de interés
Dada una cantidad de dinero y un plazo o término para su depósito o devolución, el tipo de interés indicará qué porcentaje de ese dinero se obtendría como beneficio, o en el caso de un crédito o un préstamo, qué porcentaje de ese dinero habría que pagar. Es habitual aplicar el interés sobre períodos de un año, aunque se pueden utilizar períodos diferentes como un mes o el número días. El tipo de interés puede medirse como el tipo de interés nominal o como la tasa anual equivalente. Ambos números están relacionados aunque no son iguales, esto también dependerá del tipo de Crédito solicitado, si por ejemplo el caso fuese la obtención de un crédito personal el interés sería determinado por las personas que llegan a un acuerdo para finalizar un contrato.

#### Justificación del tipo de interés sobre el préstamo
En economía y finanzas, una persona o entidad financiera que presta dinero a otros, en un tiempo determinado, espera ser compensado por ello; en concreto, lo común es prestar dinero con la expectativa de que sea devuelto con una cantidad ligeramente superior a la inicialmente prestada que compense por la dilación de su consumo, la inconveniencia de no poder hacer uso de ese dinero durante un tiempo, etc. Además, se esperará recibir compensación por el riesgo asociado sí el préstamo no es devuelto o sí la cantidad que sea devuelta tenga una menor capacidad de compra debido a la inflación. Dicha cantidad de compensación es conocida como el interés de la deuda y suele expresarse en términos de porcentaje como tasa de interés.

### Denominaciones de los distintos tipos de interés

#### Tipo de interés fijo e interés variable
Los conceptos de tipo de interés fijo y tipo de interés variable se utilizan en múltiples operaciones financieras, económicas e hipotecarias —como la compra de vivienda—. y debe tenerse en cuenta a la hora de calcular una hipoteca.
La aplicación de interés fijo supone que el interés se calcula aplicando un tipo único o estable (un mismo porcentaje sobre el capital) durante todo lo que dura el préstamo o el depósito.
En la aplicación de interés variable el tipo de interés (el porcentaje sobre el capital aplicado) va cambiando a lo largo del tiempo. El tipo de interés variable que se aplica en cada periodo de tiempo consta de dos cifras o tipos y es el resultado de la suma de ambos: un índice o tipo de interés de referencia (p.e. Euribor) y un porcentaje o margen diferencial.

#### Tipo de interés nominal - TIN y Tasa Anual Equivalente TAE
Se llama tipo de interés  nominal, abreviado TIN, al porcentaje aplicado cuando se ejecuta el pago de intereses que resulta de la suma del interés al que se presta el dinero oficialmente, por ejemplo el euríbor, más el diferencial.. 
Para mostrar cuál es la ganancia al final del año, de forma normalizada (con independencia de los períodos de aplicación y otros factores), se utiliza la tasa anual equivalente (TAE).
Debido a que los tipos de interés nominales son numéricamente más grandes cuando se toma una fracción más grande del año, históricamente los bancos dan como referencia del interés que pagan por los depósitos el TAE (que es numéricamente más grande), aunque cuando conceden créditos suelen proporcionar el tipo interés nominal mensual (que es numéricamente más pequeño), así logran que lo que cobran a sus clientes por su dinero parezca algo menor que lo que les ofrecen por sus depósitos.